# Алоха
„Алоха“ (на английски: Aloha) е американска романтична комедия от 2015 г., на режисьора Камерън Кроу по негов сценарий. Във филма участват Брадли Купър, Ема Стоун, Рейчъл Макадамс, Бил Мъри, Джон Кразински, Дани Макбрайд и Алек Болдуин.
Филмът е продуциран от „Кълъмбия Пикчърс“ и излиза на 29 май 2015 г. Филмът е бомба в боксофиса, като печели 26,2 млн. щ.д. в световен мащаб срещу бюджет от 37 млн. щ.д.